# Ginástica nos Jogos Olímpicos de Verão de 2020
As competições de ginástica nos Jogos Olímpicos de Verão de 2020 foram divididas em três disciplinas: ginástica artística, ginástica rítmica e ginástica de trampolim. Todos os eventos foram realizados no Centro de Ginástica de Ariake, em Tóquio, entre 24 de julho e 8 de agosto de 2021, após terem sido adiadas em um ano devido à pandemia de COVID-19.
O programa para 2020 persistiu sem modificações em relação a 2016, apesar da solicitação da Federação Internacional de Ginástica (FIG) para a entrada de um novo evento baseado no parkour. O pedido provou ser controverso com organizações especializadas em parkour e freerunning pedindo para que o esporte não fosse incluído e reconhecido como um esporte totalmente separado da ginástica.

## Qualificação
O caminho de qualificação para os Jogos Olímpicos de 2020 foi significativamente reformulado e modificado a partir de 2016. Em um movimento para vincular várias competições da FIG aos Jogos Olímpicos, as vagas de qualificação foram distribuídas com base em um agregado de pontuações alcançadas nos Campeonatos Mundiais de cada modalidade, nas séries da Copa do Mundo e nos vários campeonatos continentais.
A prova por equipes masculina e feminina da ginástica artística reduziu de cinco para quatro membros por equipe, enquanto novas vagas estavam disponíveis para até dois especialistas nas provas individuais.

## Calendário
As competições de ginástica foram realizados ao longo de 14 dias, iniciando com as qualificatórias masculinas da ginástica artística em 24 de julho de 2021 e finalizando com a final por equipes da ginástica rítmica, em 8 de agosto.
| Q | Qualificatórias | F | Final |

| DataEvento                 | 24 jul | 25 jul | 26 jul | 27 jul | 28 jul | 29 jul | 30 jul | 31 jul | 1 ago | 2 ago | 3 ago | 4 ago | 5 ago | 6 ago | 7 ago | 8 ago |
| -------------------------- | ------ | ------ | ------ | ------ | ------ | ------ | ------ | ------ | ----- | ----- | ----- | ----- | ----- | ----- | ----- | ----- |
| Ginástica artística        |        |        |        |        |        |        |        |        |       |       |       |       |       |       |       |       |
| Equipes masculinas         | Q      |        | F      |        |        |        |        |        |       |       |       |       |       |       |       |       |
| Individual geral masculino | Q      |        |        |        | F      |        |        |        |       |       |       |       |       |       |       |       |
| Solo masculino             | Q      |        |        |        |        |        |        |        | F     |       |       |       |       |       |       |       |
| Barra fixa                 | Q      |        |        |        |        |        |        |        |       |       | F     |       |       |       |       |       |
| Barras paralelas           | Q      |        |        |        |        |        |        |        |       |       | F     |       |       |       |       |       |
| Cavalo com alças           | Q      |        |        |        |        |        |        |        | F     |       |       |       |       |       |       |       |
| Argolas                    | Q      |        |        |        |        |        |        |        |       | F     |       |       |       |       |       |       |
| Salto masculino            | Q      |        |        |        |        |        |        |        |       | F     |       |       |       |       |       |       |
| Equipes femininas          |        | Q      |        | F      |        |        |        |        |       |       |       |       |       |       |       |       |
| Individual geral feminino  |        | Q      |        |        |        | F      |        |        |       |       |       |       |       |       |       |       |
| Trave                      |        | Q      |        |        |        |        |        |        |       |       | F     |       |       |       |       |       |
| Solo feminino              |        | Q      |        |        |        |        |        |        |       | F     |       |       |       |       |       |       |
| Barras assimétricas        |        | Q      |        |        |        |        |        |        | F     |       |       |       |       |       |       |       |
| Salto feminino             |        | Q      |        |        |        |        |        |        | F     |       |       |       |       |       |       |       |
| Ginástica rítmica          |        |        |        |        |        |        |        |        |       |       |       |       |       |       |       |       |
| Equipes                    |        |        |        |        |        |        |        |        |       |       |       |       |       |       | Q     | F     |
| Individual geral           |        |        |        |        |        |        |        |        |       |       |       |       |       | Q     | F     |       |
| Ginástica de trampolim     |        |        |        |        |        |        |        |        |       |       |       |       |       |       |       |       |
| Masculino                  |        |        |        |        |        |        |        | F      |       |       |       |       |       |       |       |       |
| Feminino                   |        |        |        |        |        |        | F      |        |       |       |       |       |       |       |       |       |

## Nações participantes

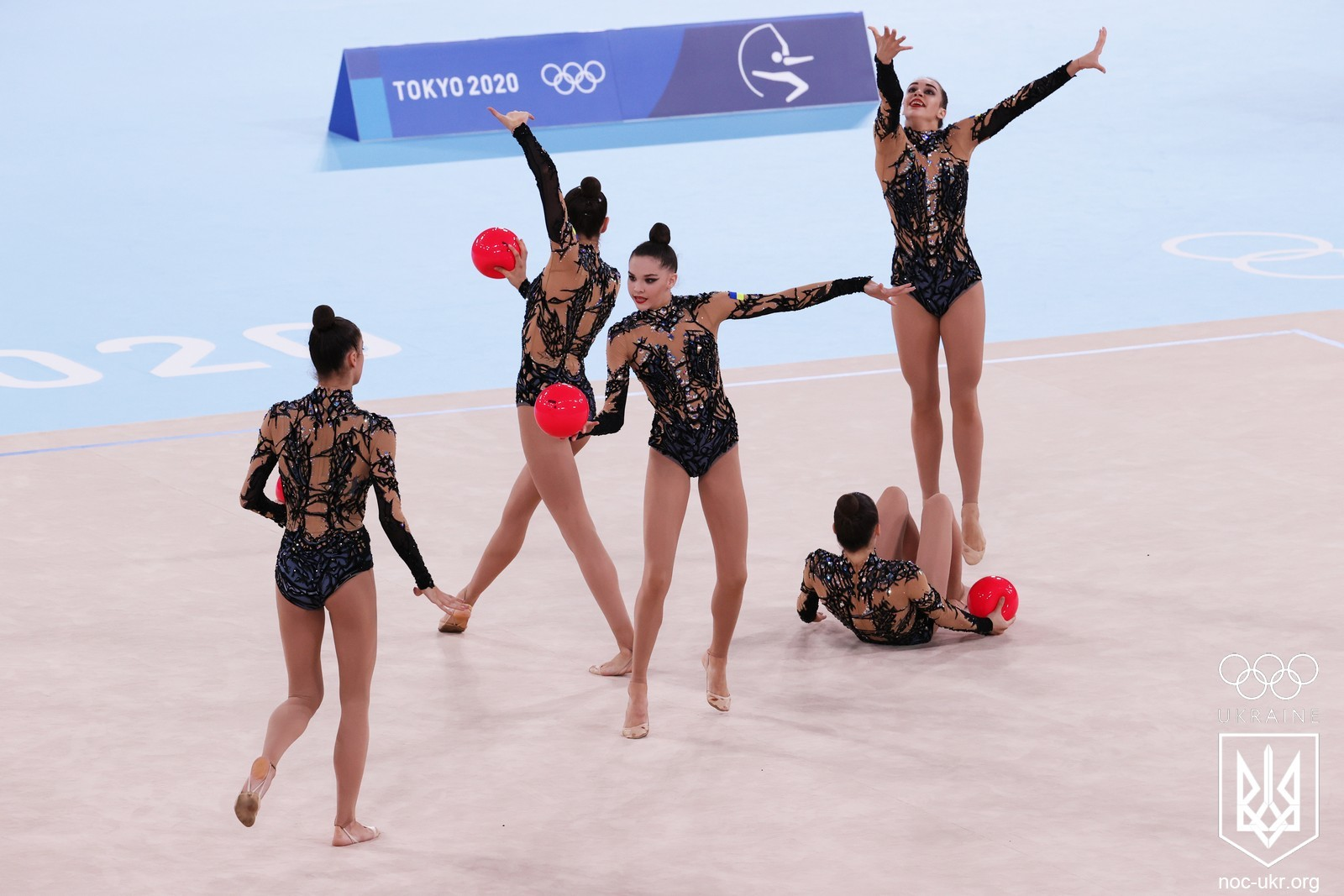
Equipe da Ucrânia na competição de grupos da ginástica rítmica

Ao todo, 63 Comitês Olímpicos Nacionais tiveram atletas qualificados em ao menos um evento. Entre parênteses encontra-se representada a quantidade de atletas.
- RSA África do Sul (2)
- ALB Albânia (1)
- GER Alemanha (8)
- ARG Argentina (1)
- ARM Armênia (1)
- AUS Austrália (11)
- AUT Áustria (1)
- AZE Azerbaijão (8)
- BEL Bélgica (4)
- BLR Bielorrússia (11)
- BRA Brasil (12)
- BUL Bulgária (8)
- CPV Cabo Verde (1)
- CAN Canadá (7)
- KAZ Cazaquistão (2)
- CHI Chile (2)
- CHN China (21)
- CYP Chipre (1)
- COL Colômbia (1)
- KOR Coreia do Sul (7)
- CRC Costa Rica (1)
- CRO Croácia (2)
- CUB Cuba (1)
- EGY Egito (11)
- SVK Eslováquia (1)
- SLO Eslovênia (1)
- ESP Espanha (9)
- USA Estados Unidos (20)
- PHI Filipinas (1)
- FRA França (9)
- GEO Geórgia (1)
- GBR Grã-Bretanha (10)
- GRE Grécia (1)
- HKG Hong Kong (1)
- HUN Hungria (2)
- CAY Ilhas Cayman (1)
- IND Índia (1)
- IRL Irlanda (2)
- ISR Israel (10)
- ITA Itália (14)
- JAM Jamaica (1)
- JPN Japão (22)
- LTU Lituânia (1)
- MAS Malásia (2)
- MEX México (4)
- NGR Nigéria (1)
- NOR Noruega (2)
- NZL Nova Zelândia (3)
- NED Países Baixos (6)
- PER Peru (1)
- POL Polônia (1)
- POR Portugal (2)
- CZE República Checa (1)
- ROC ROC (23)
- ROU Romênia (3)
- SGP Singapura (1)
- SRI Sri Lanka (1)
- SWE Suécia (2)
- SUI Suíça (5)
- TPE Taipé Chinês (5)
- TUR Turquia (5)
- UKR Ucrânia (13)
- UZB Uzbequistão (8)
- VIE Vietnã (2)

## Medalhistas

### Ginástica artística
Masculino
| Evento           | Ouro                                                                | Prata                                                                 | Bronze                                                  |
| ---------------- | ------------------------------------------------------------------- | --------------------------------------------------------------------- | ------------------------------------------------------- |
| Equipes          | Denis Ablyazin David Belyavskiy Artur Dalaloyan Nikita Nagornyy ROC | Daiki Hashimoto Kazuma Kaya Takeru Kitazono Wataru Tanigawa JPN Japão | Lin Chaopan Sun Wei Xiao Ruoteng Zou Jingyuan CHN China |
| Individual geral | Daiki Hashimoto JPN Japão                                           | Xiao Ruoteng CHN China                                                | Nikita Nagornyy ROC                                     |
| Solo             | Artem Dolgopyat ISR Israel                                          | Rayderley Zapata ESP Espanha                                          | Xiao Ruoteng CHN China                                  |
| Cavalo com alças | Max Whitlock GBR Grã-Bretanha                                       | Lee Chih-kai TPE Taipé Chinês                                         | Kazuma Kaya JPN Japão                                   |
| Argolas          | Liu Yang CHN China                                                  | You Hao CHN China                                                     | Eleftherios Petrounias GRE Grécia                       |
| Salto            | Shin Jea-hwan KOR Coreia do Sul                                     | Denis Ablyazin ROC                                                    | Artur Davtyan ARM Armênia                               |
| Barras paralelas | Zou Jingyuan CHN China                                              | Lukas Dauser GER Alemanha                                             | Ferhat Arıcan TUR Turquia                               |
| Barra fixa       | Daiki Hashimoto JPN Japão                                           | Tin Srbić CRO Croácia                                                 | Nikita Nagornyy ROC                                     |

Feminino
| Evento              | Ouro                                                                         | Prata                                                                   | Bronze                                                                           |
| ------------------- | ---------------------------------------------------------------------------- | ----------------------------------------------------------------------- | -------------------------------------------------------------------------------- |
| Equipes             | Lilia Akhaimova Viktoria Listunova Angelina Melnikova Vladislava Urazova ROC | Simone Biles Jordan Chiles Sunisa Lee Grace McCallum USA Estados Unidos | Jennifer Gadirova Jessica Gadirova Alice Kinsella Amelie Morgan GBR Grã-Bretanha |
| Individual geral    | Sunisa Lee USA Estados Unidos                                                | Rebeca Andrade BRA Brasil                                               | Angelina Melnikova ROC                                                           |
| Salto               | Rebeca Andrade BRA Brasil                                                    | MyKayla Skinner USA Estados Unidos                                      | Yeo Seo-jeong KOR Coreia do Sul                                                  |
| Barras assimétricas | Nina Derwael BEL Bélgica                                                     | Anastasia Ilyankova ROC                                                 | Sunisa Lee USA Estados Unidos                                                    |
| Trave               | Guan Chenchen CHN China                                                      | Tang Xijing CHN China                                                   | Simone Biles USA Estados Unidos                                                  |
| Solo                | Jade Carey USA Estados Unidos                                                | Vanessa Ferrari ITA Itália                                              | Mai Murakami JPN Japão                                                           |
| Solo                | Jade Carey USA Estados Unidos                                                | Vanessa Ferrari ITA Itália                                              | Angelina Melnikova ROC                                                           |

### Ginástica rítmica
| Evento           | Ouro                                                                                         | Prata                                                                                            | Bronze                                                                                            |
| ---------------- | -------------------------------------------------------------------------------------------- | ------------------------------------------------------------------------------------------------ | ------------------------------------------------------------------------------------------------- |
| Grupos           | Simona Dyankova Stefani Kiryakova Madlen Radukanova Laura Traets Erika Zafirova BUL Bulgária | Anastasia Bliznyuk Anastasia Maksimova Angelina Shkatova Anastasia Tatareva Alisa Tishchenko ROC | Martina Centofanti Agnese Duranti Alessia Maurelli Daniela Mogurean Martina Santandrea ITA Itália |
| Individual geral | Linoy Ashram ISR Israel                                                                      | Dina Averina ROC                                                                                 | Alina Harnasko BLR Bielorrússia                                                                   |

### Ginástica de trampolim
| Evento    | Ouro                              | Prata                  | Bronze                          |
| --------- | --------------------------------- | ---------------------- | ------------------------------- |
| Masculino | Ivan Litvinovich BLR Bielorrússia | Dong Dong CHN China    | Dylan Schmidt NZL Nova Zelândia |
| Feminino  | Zhu Xueying CHN China             | Liu Lingling CHN China | Bryony Page GBR Grã-Bretanha    |

## Quadro de medalhas
País sede destacado
| Ordem | País               | Medalha de ouro | Medalha de prata | Medalha de bronze |    | Ordem por total |
| ----- | ------------------ | --------------- | ---------------- | ----------------- | -- | --------------- |
| 1     | CHN China          | 4               | 5                | 2                 | 11 | 1               |
| 2     | ROC                | 2               | 4                | 4                 | 10 | 2               |
| 3     | USA Estados Unidos | 2               | 2                | 2                 | 6  | 3               |
| 4     | JPN Japão          | 2               | 1                | 2                 | 5  | 4               |
| 5     | ISR Israel         | 2               |                  |                   | 2  | 6               |
| 6     | BRA Brasil         | 1               | 1                |                   | 2  | 6               |
| 7     | GBR Grã-Bretanha   | 1               |                  | 2                 | 3  | 5               |
| 8     | BLR Bielorrússia   | 1               |                  | 1                 | 2  | 6               |
|       | KOR Coreia do Sul  | 1               |                  | 1                 | 2  | 6               |
| 10    | BEL Bélgica        | 1               |                  |                   | 1  | 11              |
|       | BUL Bulgária       | 1               |                  |                   | 1  | 11              |
| 12    | ITA Itália         |                 | 1                | 1                 | 2  | 6               |
| 13    | CRO Croácia        |                 | 1                |                   | 1  | 11              |
|       | ESP Espanha        |                 | 1                |                   | 1  | 11              |
|       | GER Alemanha       |                 | 1                |                   | 1  | 11              |
|       | TPE Taipé Chinês   |                 | 1                |                   | 1  | 11              |
| 17    | ARM Armênia        |                 |                  | 1                 | 1  | 11              |
|       | GRE Grécia         |                 |                  | 1                 | 1  | 11              |
|       | NZL Nova Zelândia  |                 |                  | 1                 | 1  | 11              |
|       | TUR Turquia        |                 |                  | 1                 | 1  | 11              |
| TOTAL | TOTAL              | 18              | 18               | 19                | 55 | —               |